# Stasera ho vinto anch'io
Stasera ho vinto anch'io (The Set-Up) è un film del 1949 diretto da Robert Wise.

## Trama
Stoker Thompson è un pugile al tramonto, sempre alla ricerca del match che possa farlo affermare, e che non è mai arrivato. Sua moglie Julia vorrebbe che lui terminasse la carriera e, pur amandolo, in cuor suo si augura che abbandoni la boxe, così da chiuderla con le continue apprensioni che questo sport comporta. Per il match previsto alla Paradise City Arena il suo manager si accorda per una sua sconfitta, ma non gli dice nulla, certo che il suo assistito perderà. L'attesa per il suo match, l'ultimo della serata, avviene osservando dallo spogliatoio la sorte più o meno felice dei suoi colleghi e attendendo, invano, di vedere che sua moglie lo raggiunga per assisterlo dalla tribuna.
L'incontro, con il giovane "Tiger" Nelson dovrebbe vedere Stoker cedere dopo i primi due round. Ma l'uomo, ignaro, combatte strenuamente anche nel terzo, sorprendendo il suo avversario e preoccupando Sullivan, grande orchestratore della combine, che vigila dalla tribuna. Così il manager prima del quarto e ultimo round informa Stoker dell'accordo promettendogli praticamente tutti i suoi proventi se ora andrà al tappeto. L'uomo non cede al facile guadagno e, fiutando la vittoria, dopo essere andato pure al tappeto e aver rischiato la sconfitta per una ferita al sopracciglio, vince per KO a pochi secondi dalla fine.
Il suo manager intanto è scappato e Sullivan ora pretende che sia lui a pagare. Stoker, finito di medicarsi, capisce di essere in trappola e prova a scappare, invano. Sullivan e i suoi lo raggiungono e lo pestano, frantumandogli la mano destra con un mattone. La moglie Julia non vedendolo tornare si getta in strada dove lo raccoglie a terra ferito. Chiama i soccorsi e ascolta il marito che orgoglioso le dice di aver vinto, aggiungendo che però non potrà più boxare. La moglie, felice di riaverlo per sé, gli dice che hanno vinto entrambi.

## Produzione
Il film, tratto da un poema di Joseph Moncure March, ex giornalista, adattato da Art Cohn, giornalista sportivo alla sua prima sceneggiatura, con una fotografia di Milton R. Krasner tipica del noir, fu girato "in tempo reale", ossia con un tempo narrativo corrispondente a quello della pellicola: la storia inizia alle 21:05 e si conclude alle 22:17. Girato a basso costo, ha per protagonista un quarantenne Robert Ryan che aveva esperienza di pugilato in quanto lo aveva praticato da giovane.

## Distribuzione
Il film è stato presentato in concorso al 3º Festival di Cannes, aggiudicandosi la miglior fotografia a Milton R. Krasner e il premio FIPRESCI a Robert Wise.

## Riconoscimenti
- BAFTA
  - 1950 - Candidatura al miglior film
- Festival di Cannes[4]
  - 1949 - Miglior fotografia a Milton R. Krasner
  - 1949 - Premio FIPRESCI a Robert Wise
  - 1949 - Candidatura al Grand Prix a Robert Wise